# Isländer (Volk)
Isländer als Volk ist sowohl ein Sammelbegriff aller isländischer Staatsbürger als auch die Bezeichnung für die Ethnie, die auf Island mit 96,5 % die Bevölkerungsmehrheit stellt.
Die Isländer sprechen Isländisch und gehören mehrheitlich der evangelisch-lutherischen Isländischen Staatskirche an. Die Ethnie der Isländer stammt größtenteils von norwegischen und dänischen Einwanderern aus der Wikingerzeit ab und ist daher zu den germanischen Völkern zu zählen.
Die Isländer werden gerne als eines der homogensten Völker der Welt bezeichnet. Es gibt infolgedessen Bemühungen, den „Genpool“ der Insel zu erforschen und kommerziellen Nutzen aus den Forschungsergebnissen zu erzielen. Das Projekt ist jedoch sehr umstritten, da der Datenschutz und die Tatsache, dass die Untersuchung auch ohne Zustimmung der Betroffenen erfolgen kann, nach Meinung der Gegner zu wenig berücksichtigt werden. Die Homogenität der Bevölkerung wird in der Wissenschaft auch nicht als absolut gesichert gesehen. Man vermutet, dass die Einwanderer aus den skandinavischen Ländern einen großen Anteil an keltischen Sklaven der Britischen Inseln bei der Besiedelung mitbrachten und schon bei der Landnahme Nachkommen zwischen diesen Einwanderergruppen gezeugt wurden. Isoliert durch das Meer hat sich das Volk – verglichen mit vielen anderen Völkern – relativ wenig bis zum Zweiten Weltkrieg verändert. Der technische Fortschritt und die erhöhte Mobilität hat die Einwanderung anderer Ethnien seitdem begünstigt.